# بردلی بیتی
بردلی بیتی (انگلیسی: Bradley Beattie؛ زادهٔ ۲۰ اوت ۱۹۵۷) بازیکن فوتبال اهل بریتانیا است.
از باشگاه‌هایی که در آن بازی کرده‌است می‌توان به باشگاه فوتبال تورکی یونایتد و باشگاه فوتبال بث سیتی اشاره کرد.